# Paul Verhoeven (regizor german)
Paul Verhoeven (n. 23 iunie 1901, Unna, Regatul Prusiei, Imperiul German – d. 22 martie 1975, München, RFG) a fost un actor german, precum și regizor de film și de teatru. 

## Tinerețe
Verhoeven s-a născut în orașul Unna, Westfalia. A avut 13 frați. Familia sa a trăit în condiții modeste. 

## Carieră
A regizat și a jucat în peste 50 de filme. A scris peste 20 de scenarii de film, dintre care primul a fost comedia muzicală Das kleine Hofkonzert în 1935, o operetă cu muzică de Edmund Nick bazată pe o comedie de Verhoeven și Toni Impekoven. 
Din 1945 până în 1948 a fost director artistic la Teatrul Residenz / Staatsschauspiel din Munchen. 

## Viața personală
Verhoeven a fost căsătorit cu actrița Doris Kiesow, cu care a avut trei copii: Lis Verhoeven, care a devenit actriță și a fost prima soție a lui Mario Adorf; Michael Verhoeven, care a devenit regizor de film și s-a căsătorit cu Senta Berger; și Monika Verhoeven. 
Prin relația sa cu actrița Edith Schultze-Westrum, Paul Verhoeven a avut un fiu, Thomas Schultze-Westrum, care a devenit zoolog și producător de documentare despre animale. 

## Deces
Paul Verhoeven a murit pe scena în 1975 în timp ce o elogia pe actrița recent decedată Therese Giehse la Kammerspiele din Munchen. A fost înmormântat în Waldfriedhof din Munchen, alături de soția sa. 

## Filmografie selectată

### Actor
- 1936 - Der Kaiser von Kalifornien (regizor Luis Trenker ), ca Barmixer Billy
- 1938 - Stelele strălucesc (regizor Hans H. Zerlett ), ca Gebauer
- 1940 - The Three Codonas (regizor  Arthur Maria Rabenalt ), ca Juwelen-Max
- 1959 - Oameni în rețea (regizor  Franz Peter Wirth ), - Karel
- 1967 - Dansul morții (regizor Michael Verhoeven ), ca Edgar
- 1968 - Ein Mann namens Harry Brent⁠(de)[traduceți]  (miniserie TV, bazată pe Francis Durbridge ), (regizor Peter Beauvais ), ca Samuel Fielding
- 1968 - Babeck⁠(de)[traduceți]  (miniserie TV), ca Körner
- 1973 - Oh, Jonathan - oh, Jonathan (regizor Franz Peter Wirth ), ca Monsenior Berghammer

### Regizor
- 1939 – Renate in the Quartet
- 1939 – Gold in New Frisco
- 1948 – The Court Concert
- 1949 – Du bist nicht allein
- 1950 – Inimă rece
- 1950 – This Man Belongs to Me
- 1951 – A Heidelberg Romance
- 1952 – That Can Happen to Anyone
- 1953 – Don't Forget Love
- 1954 – Hoheit lassen bitten
- 1954 – A Woman of Today
- 1954 – The Eternal Waltz
- 1956 – ...wie einst Lili Marleen
- 1956 – The Golden Bridge
- 1960 – Judecătorul de minori (Der Jugendrichter)
- 1962 – Her Most Beautiful Day

### Scenarist
- 1936 - The Court Concert (regizor Douglas Sirk)